# Cristina Curto Luque
Cristina Curto Luque (Barcelona, 21 de junio de 1969) es una deportista española que compitió en judo, en la categoría de –72 kg. Ganó una medalla de bronce en el Campeonato Europeo de Judo de 1994.

## Palmarés internacional
| Campeonato Europeo | Campeonato Europeo | Campeonato Europeo | Campeonato Europeo |
| Año                | Lugar              | Medalla            | Categoría          |
| ------------------ | ------------------ | ------------------ | ------------------ |
| 1994               | Gdańsk (Polonia)   | Medalla de bronce  | –72 kg             |